# Убежища в языческих храмах
Убе́жища в язы́ческих хра́мах (др.-греч. ἄσυλον, лат. asylum, убежище, приют; отсюда азиль или асиль) — принадлежали к явлениям сакрального права: этим именем назывались, прежде всего, святилища, считавшиеся неприкосновенными (др.-греч. ἄσυλον = лат. sacrosanctus) со всем принадлежащим им имуществом (алтарями, статуями богов, драгоценностями и прочим). Кроме святилищ, правом асилии могли обладать и другие места, в связи с чем можно выделить три основных вида асилии:
1) асилия, которая даётся только святилищу в связи с реорганизацией местного обряда в общеэллинское празднество. Так, остров Кос добивался признания праздника в честь Асклепия общеэллинским и асилии святилища бога;
2) асилия дается всему городу и его хоре, что уже выходило за рамки древней традиции, запрещавшей насилие только в местах отправления культа. Самый яркий пример — Магнесия-на-Меандре, которая просила полисы и монархов признать праздник Артемиды Левкофриены общеэллинским и асилию всего города и хоры;
3) дарование неприкосновенности частным сообществам, как например, союзу технитов Диониса.

## Общие правила
Даже во время военных действий (по крайней мере греков с греками) храмы считались неприкосновенными, вследствие чего они служили государственными сокровищницами и даже местом сбережения частного имущества.
Они служили также убежищем для преследуемых, ищущих помощи и защиты и даже преступников: увести силой от статуи бога или алтаря лицо, ищущее защиты, считалось преступлением. Исключения допускались по отношению к лицам, подвергнутым атимии или осуждённым на смерть, хотя в Спарте щадили и таких лиц.
Неприкосновенным считался человек и в том случае, если он, выходя из храма, поддерживал осязаемую связь с алтарём. Так, приверженцы Килона, искавшие спасения в храме Афины, сочли безопасным выйти из храма, держась за верёвку, привязанную к подножию статуи, и были вне опасности до тех пор, пока веревка у храма Евменид случайно не оборвалась: только тогда подсудимые были объявлены вне религиозного закона и перебиты (Plut. Sol., 12). Бывали случаи нарушения этого священного права, но в общем святыня убежища считалась ненарушимой, и если случайные нарушения не карались законом, то потому, что верили в возмездие со стороны оскорблённого божества.
К таким нарушениям права убежища относились не только насильственный захват, но и всякие меры, направленные к тому, чтобы ищущий защиты покинул убежище, например:
- умышленно произведённый по соседству с храмом пожар,
- запрет приносить в храм пищу,
- преграждение выхода из храма[2].

Ищущим убежища и защиты предоставлялись особые льготы, например:
- право выхода из убежища с условием сохранения неприкосновенности,
- право долгого пребывания в черте убежища[2].

## В Древней Греции
В Древней Греции некоторые святилища в последнем отношении представляли большие преимущества благодаря просторному помещению, и случалось, что просящие защиты жили по нескольку лет в храме, пока им позволяли средства. Так, спартанский царь Плистоанакт прожил в убежище Зевса Ликея при Мегалополе 19 лет, сын его Павсаний II, осуждённый на смерть за уклонение от битвы с фиванцами (395 г. до Р. Хр.) и заключение с ними постыдного для Спарты перемирия, жил до смерти при храме Афины Алеи в Тегее. Пространство убежища, считавшееся неприкосновенным, иногда бывало весьма значительно: так, храм Артемиды в Гиерокесарее располагал неприкосновенным участком площадью в 2 римские мили в окружности; в Эфесе участок убежища занимал часть города (до времён Августа).
Некоторые святилища преимущественно перед другими пользовались правом убежища в самых широких размерах, так что всякий прибегавший к ним находился в безопасности от своих преследователей на всём священном пространстве. Такое всеобщее признание за святилищем права убежища достигалось путём дипломатических сношений, о чём свидетельствует ряд эпиграфических документов. К числу подобных привилегированных убежищ относились святилища, получившие особую санкцию от африктионий, оракулы и отдельные храмы:
- Афины Алеи в Тегее,
- Посейдона на Калаврии (куда бежал и где умер Демосфен, преследуемый македонской партией), на Коринфском перешейке, в Тенароне (с нарушением неприкосновенности которого современники связывали землетрясение в Спарте 464 года),
- Афины Халкиойки в Спарте,
- Зевса Ликея в Аркадии,
- Ганимеда во Флиунте,
- Гелики в Ахее,
- Амфиарая в Оропе,
- Аполлона на Делосе и в Акрайфии (в Беотии),
- Асклепия на Косе и в Эпидавре,
- Геры в Аргосе и на Самосе,
- Тезея в Афинах (там спасались рабы от жестокого обращения господ),
- Эвменид в Афинах и др.

В эллинистическую эпоху одним из наиболее известных убежищ считался храм Кабиров на острове Самофракии.

## В Древнем Риме
С середины III века до н. э. право убежища свободно предоставлялось целым городским округам в политических целях, чем достигалась их нейтрализация и неприкосновенность в случаях нападений и завоеваний. Римляне первоначально с полной охотою давали право убежища отдельным храмам, но так как туда скрывались от кары закона действительные преступники и правонарушители, то Тиберий в 22 г. поручил сенату пересмотреть список храмов, имевших право убежища, в результате чего это право в значительной степени было сокращено и тем святилищам, за которыми оно было сохранено, было предписано пользоваться им в законных границах. По Тациту (Ann., III, 60, след.) это право получили:
- Эфес с храмом Артемиды,
- Магнезии с храмом Артемиды Левкофриены,
- Афродисиада с храмом Афродиты,
- Стратоникея с храмом Зевса Панемера и Гекаты,
- Гиерокесарея с храмом Артемиды,
- Кипр с храмами Афродиты (в Пафосе и Амафунте) и Зевса (Саламин),
- Пергам с храмом Асклепия,
- Смирна с храмом Афродиты,
- Тенос с храмом Посейдона,
- Сарды и Милет с храмами Аполлона и Артемиды,
- Крит.

Упоминается, кроме того, ряд и других убежищ, к которым, между прочим, были отнесены все храмы и капеллы (часовни) правящих императоров в Италии и провинциях. В Риме было известное убежище Ромула (Вейовиса) на Капитолии, между его вершинами, в дубовой роще: по преданию, оно было основано с целью увеличения числа граждан нового города. При Августе было открыто новое убежище при храме Юлия Цезаря.
Право убежища языческих храмов впоследствии перешло и на христианские церкви.

## У древних славян
О том, как назывался подобный институт у славян, и какие были его правила, нам в деталях не известно, однако сохранились свидетельства, что язычники-славяне также признавали право убежища в своих святилищах. Гельмольд (XII век) пишет о святилище славянского бога Прове, находящемся на полуострове Вагрия:

…По дороге пришли мы в рощу, единственную в этом краю, которая целиком расположена на равнине. Здесь среди очень старых деревьев мы увидали священные дубы, посвящённые богу этой земли, Прове. Их окружал дворик, обнесённый деревянной, искусно сделанной оградой, имевшей двое ворот. Все города изобиловали пенатами и идолами, но это место было святыней всей земли. Здесь был и жрец, и свои празднества, и разные обряды жертвоприношений. <…> Вход во дворик разрешался только жрецу и желающим принести жертву или тем, кому угрожала смертельная опасность, ибо таким здесь никогда не отказывалось в приюте.